# Monte Circeo

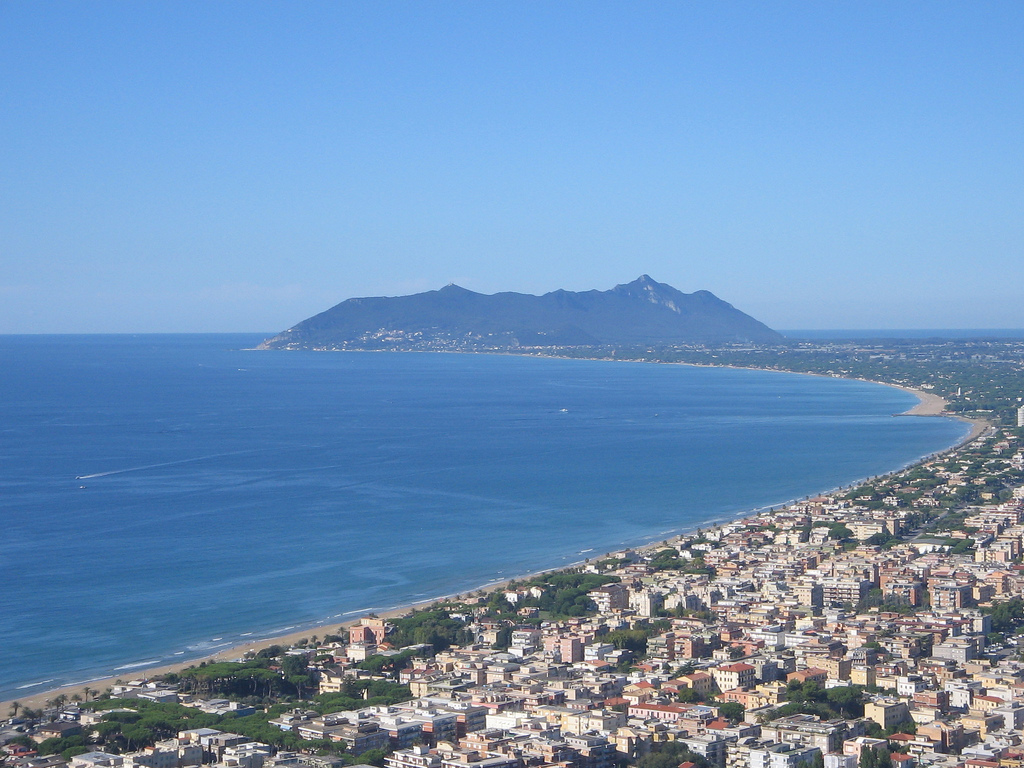
Monte Circeo sett från Terracina

Monte Circeo (även Promontorio del Circeo, latin: Mons Circeius) är ett berg (541 meter) som sticker ut som en halvö i Gaetabukten i Tyrrenska havet på Italiens sydvästra kust. Den ligger vid kusten mellan Anzio och Terracina, i närheten av San Felice Circeo. Monte Circeo markerar var de i antiken kända Pontinska träsken upphörde. Monte Circeo har blivit nationalpark under namnet Parco nazionale del Circeo. 
I grottan Guattari på Monte Circeo har man hittat delar av en neandertalmänniska, något som tyder på att området varit bebott under mycket lång tid. Området har senare varit bebott av volsker innan en romersk koloni, Circeo, grundades på halvöns östra del.
Berget har sitt namn efter den grekiska mytologins Kirke. I Odyssén landstiger titelfiguren på Kirkes ö Aiaia, vilken senare kommit att identifieras med den här klipphalvön. Ett tidigt romerskt namn för halvön är Circoeum promontorium ('Kirkeudden').